# Де Йонг, Мишель
Мишель Де Йонг нидерл. Michelle de Jong; род. 6 июля 1999 года, Херенвен, Фрисландия) — нидерландская конькобежка; Участница зимних Олимпийских игр 2022 года, трёхкратная чемпионка мира среди юниоров.

## Биография
Мишель Де Йонг выросла в Херенвене и вместе со старшей сестрой Антуанеттой с раннего детства занималась верховой ездой и катанием на коньках. Они пошли по стопам своих спортивных родителей; отец играл профессионально в футбол, а мать занималась конным спортом. Мишель в юниорском возрасте каталась на коньках в команде "RTC Noord / Fryslan". В настоящее время выступает за команду «Реггеборг» с апреля 2019 года под руководством тренера Герарда Ван Велде
Де Йонг начала участвовать в детских соревнованиях по конькобежному спорту в возрасте 9 лет. В 2017 году впервые заняла 2-е место на национальном чемпионате Нидерландов в многоборье среди юниоров. Первых успехов на международном уровне Мишель Де Йонг достигла в 2018 году на чемпионате мира среди юниоров в Солт-Лейк-Сити, на котором она одержала победу в командном спринте, а также заняла 3-е место на дистанции 500 метров. Через год в Базельге-ди-Пине юная конькобежка первенствовала в командном спринте и на дистанции 1000 метров, а также стала вновь третьей в беге на 500 метров.
С 2019 года Де Йонг участвует во взрослых соревнованиях. Вместе с подругами по команде выиграла Кубок мира сезона 2019/2020 в командном  спринте. В октябре 2020 года она не участвовала в национальном чемпионате Нидерландов по одиночным дистанциям, так как у неё был диагностирован COVID-19, и, несмотря на преодоление вируса, она всё ещё ощущала последствия два месяца спустя. На национальном чемпионате в спринтерском многоборье в ноябре 2020 года она заняла 4-е место.
В 2021 году Де Йонг заняла 3-е место на чемпионате Нидерландов по отдельным дистанциям, а в декабре в квалификационном турнире заняла 3-е место в беге на 500 метров и отобралась на зимние Олимпийские игры. На чемпионате Европы на отдельных дистанциях заняла 5-е место на дистанции 500 метров и 6-е на 1000 метров. Следом выиграла чемпионат Нидерландов в спринтерском многоборье.
В феврале она участвовала на зимних Олимпийских играх в Пекине и заняла 13-е место в беге на 500 метров.
В марте 2022 года Де Йонг поднялась на 6-е место в многоборье на чемпионате мира в Хамаре. 